# Костромской 19-й пехотный полк
19-й пехотный Костромской полк — воинская часть Русской императорской армии. С 1829 года входил в состав 5-й пехотной дивизии.
- Старшинство — 25 июня 1700 г.
- Полковой праздник — 29 июня.

## Места дислокации
В 1820 году — Михайлов Рязанской губернии. Второй батальон полка находится при поселенной 2-й уланской дивизии. Полк входил в состав 4-й пехотной дивизии.

## Предшественники полка
25 июня 1700 г. князём Репниным из рекрут был сформирован полк в составе 10 рот под названием пехотный Николая фон-Вердена полк. По сформировании полк выступил в поход против шведов и находился 19 ноября 1700 г. в сражении под Нарвой. В следующем году полк принял участие в походе князя Репнина в Лифляндию; в 1702 г. наименован полком Дедюта, а 10 марта 1708 г.— Луцким пехотным. В 1711 г. полк участвовал в Прутском походе, а в 1712 г. был отправлен в Финляндию, где нёс службу на галерах и участвовал в нескольких экспедициях в Швецию и на Аландские острова. В 1722 г. 4 роты полка были назначены в состав Низового корпуса и, приняв участие в походе в Персию, находились 23 августа 1722 г. при занятии Дербента. 9 июня 1724 г. роты эти поступили на сформирование Астрабадского пехотного полка, а вместо них при Луцком полку были сформированы новые роты. С 16 февраля по 13 ноября 1727 г. полку было присвоено название Тульского пехотного полка. 13 ноября 1727 г. полк был наименован Великолуцким пехотным. Во время Крымских походов 1736—1737 гг. полк находился в армии графа Миниха и участвовал в штурме Перекопа, Бахчисарая и Очакова. 17 августа 1739 г. Великолуцкий полк принимал участие в сражении при Ставучанах и овладении Хотином. В Шведскую войну 1741—1742 гг. полк участвовал во взятии Вильманстранда. 17 января 1747 г. полк был приведён в трёхбатальонный состав с тремя гренадерскими ротами. В царствование императора Петра III полк назывался с 25 апреля по 5 июня 1762 г. пехотным генерал-майора Ляпунова полком. В 1788 г. полк принял участие в войне со шведами и находился в сражениях при д. Утти, Гекфорсе и Пардакоски. При вступлении на престол императора Павла I полк был приведён в двухбатальонный состав и назывался именами шефов: генерал-майора Глазова (с 31 октября 1798 г.), Вяткина (с 1799 г.) и Кастеллия (с 1800 г.). 31 марта 1801 г. полк снова был назван Великолуцким и приведён в состав 3 батальонов.

## Формирование и кампании полка
29 августа 1805 г. из 6 рот Великолуцкого и 2 рот Вильманстрандского и Кексгольмского гарнизонных батальонов, с добавлением рекрут, был сформирован генерал-майором князем Щербатовым трёхбатальонный Костромской мушкетерский полк. В 1806 г. Костромской полк, в составе корпуса Беннигсена, участвовал 14 декабря в сражении при Голымине. При отступлении нашей армии от Янкова к Прейсиш-Эйлау полк составлял арьергард отряда Барклая-де-Толли и в течение 4 дней участвовал в непрерывных боях с французами. 25 января 1807 г. Костромской полк был атакован при с. Гоф многочисленной кавалерией противника и после отчаянного сопротивления потерял свои знамёна. Затем полк сражался при Прейсиш-Эйлау, Гуттштадте, Гейльсберге и Фридланде. Назначенные 10 декабря 1809 г. в состав Молдавской армии 1-й и 2-й батальоны полка участвовали 22 июля 1810 г. в неудачном штурме Рущука и потеряли свыше 80% своего состава (1 генерал-лейтенант, 3 штаб-офицера, 26 обер-офицеров и 849 нижних чинов).
В Отечественную войну Костромской полк входил в состав 3-й резервной армии и принял участие в сражениях при Городечне, Выжве и Стахове. В 1813 г. полк находился при осаде Торна и в сражении при Кёнигсварте, где отбил 2 орудия. В сражении при Бауцене Костромской полк прикрывал батарею у д. Глейна и задержал наступление Нея. Назначенный в состав Силезской армии, полк участвовал затем в сражении при Кацбахе и 20 декабря перешёл Рейн. Кампания 1814 г. была ознаменована участием полка в сражениях при Бриенне, Ла-Ротьере, Монмирале и Шато-Тьерри. В последнем сражении Костромской полк был отрезан французами, но, потеряв около 60%, пробился штыками к своим войскам. За отличия, оказанныя в наполеоновских войнах, полку были пожалованы Георгиевские трубы, которые, по Высочайшему повелению, были заменены 16 июня 1833 г. знаками на головные уборы с надписью «За отличие».
30 июня 1828 г. 1 и 2-й батальоны полка выступили в поход против турок и, перейдя Дунай у Калараша, участвовали в осаде Силистрии. В следующем году Костромской полк был назначен в состав войск, блокировавших Журжу. С началом польского мятежа 1830—1831 г. полк был назначен в Литву и участвовал во многих стычках с повстанцами. 28 января 1833 г., при переформировании всей пехоты, полк, с присоединением к нему батальонов 9-го егерского полка, был наименован Костромским егерским и приведён в состав 4 действующих и 2 резервных батальонов. (9-й егерский полк был сформирован 17 мая 1797 г., под названием 10-го егерского полка, и старшинство его сохраняется в 107-м пехотном Троицком полку).
2 апреля 1833 г. генерал-адъютант князь А. Г. Щербатов, формировавший полк в 1805 г., был назначен шефом Костромского полка и состоял в этом звании до своей кончины, последовавшей 15 декабря 1848 г. В 1849 г., по случаю войны с Венгрией, полк выступил в поход и участвовал при переправе через Тиссу и в сражении при Дебречине.
В 1854 г. Костромской полк, находившийся в Люблинской губернии и содержавший там наблюдательные посты по австрийской границе, был назначен на усиление войск в Крыму. 27 июля 1855 г. полк прибыл на позицию у р. Кача и 4 августа принял участие в бою на р. Чёрной. В этот день Костромской полк, высланный на подкрепление правого фланга, геройски атаковал Федюхины высоты и потерял 26 офицеров и 900 нижних чинов. По отступлении на р. Кача полк находился на позиции у Инкерманских высот и, ввиду значительных потерь, был приведён в 2-батальонный состав. 25 августа полк вступил в Севастополь и 27-го выдержал упорный бой за батарею Жерве. За выказанное в этот день мужество полку был пожалован 20 августа 1856 г. «поход за военное отличие».
17 апреля 1856 г., по уничтожении егерских полков, полк был наименован Костромским пехотным и приведён в состав 4 батальонов с 4 стрелковыми ротами. 6 апреля 1863 г. из 4-го батальона и бессрочно-отпускных был сформирован Костромской резервный полк, названный 13 августа 1863 г. Троицким пехотным. 
При начале польского восстания 1863 года роты полка были неожиданно атакованы повстанцами и потеряли 1 штаб-офицера и 18 нижних чинов. Командированный затем в Седлецкую губернию, Костромской полк принял деятельное участие в подавлении мятежа и участвовал в многочисленных стычках и поисках. 25 марта 1864 года к названию полка был присоединён № 19.
В русско-турецкую войну 1877—1878 гг. полк участвовал в неудачном штурме Плевны 8 июля и потерял в нём своего полкового командира, полковника Клейнгауза, 23 офицера и 914 нижних чинов. После сдачи Плевны полк совершил зимний поход через Балканские горы и участвовал 19 декабря в бою при Ташкисене. За участие в войне 1877 года полку было пожаловано Георгиевское знамя с надписями: «За переход через Балканы в 1877 г. и за Ташкисен» и «1700—1850». В 1879 году из 3 стрелковых рот и вновь образованной 16-й роты был сформирован 4-й батальон. В 1884 году полк получил новое знамя, на котором были изображены апостолы Пётр и Павел, а над ними Господь Саваоф.
25 июня 1900 года полк праздновал 200-летний юбилей и получил новое Георгиевское знамя с надписью: «За переход через Балканы в 1877 г. и за Ташкисен» и «1700—1900», с Александровской юбилейной лентой.
Во время русско-японской войны Костромской полк был отмобилизован, в конце 1904 г. передислоцирован на театр военных действий, но в боях участия не принимал.
Принимал участие в Первой мировой войне в составе 5-й пехотной дивизии. Участвовал в Галицийской битве.
Полк – участник Таневского сражения 18 – 25 июня 1915 г.

## Знаки отличия полка
1. Полковое знамя Георгиевское с надписями: «За переход через Балканы в 1877 году и за Ташкисен» и «1700—1900» с Александровской юбилейной лентой.
2. Знаки на головные уборы с надписью: «За отличие». Пожалованы полку 16.06.1833 г. взамен Георгиевских труб, данных за отличие в 1812—1814 гг.
3. Поход за военное отличие. Пожалован 30.08.1856 за отличие в Крымской войне 1853—1856 гг.

## Шефыполка
- 04.09.1805 — 01.09.1814 — генерал-майор (с 23.05.1813 генерал-лейтенант) князь Щербатов, Алексей Григорьевич
- 06.10.1831 — 13.12.1835 — генерал от инфантерии, генерал-адъютант князь Щербатов, Алексей Григорьевич
- 24.04.1839 — 18.12.1848[4] — генерал от инфантерии князь Щербатов, Алексей Григорьевич

## Командиры полка
- 29.08.1805 — 21.04.1808 — майор (с 12.12.1807 подполковник) Фитцнер, Василий Христианович
- 12.05.1808 — 29.08.1814 — подполковник (с 30.08.1811 полковник, с 15.09.1813 генерал-майор) Гейденрейх, Иван Григорьевич
- 29.08.1814 — 12.05.1815[5] — подполковник Протопопов, Иван Петрович
- 08.05.1816 — 20.12.1822 — подполковник (с 23.04.1818 полковник) барон Врангель, Людвиг Андреевич
- 20.12.1822 — 28.02.1829 — полковник Слатвинский, Михаил Иванович
- 22.04.1829 — 02.04.1833 — подполковник (с 06.01.1833 полковник) Бурман, Александр Ермолаевич
- 02.04.1833 — 04.05.1836[6] — полковник Вышковский, Антон Осипович
- 06.06.1836 — 21.03.1841 — полковник (с 14.04.1840 генерал-майор) Щетинин, Василий Николаевич
- 26.05.1841 — 20.04.1851 — полковник (с 06.12.1850 генерал-майор) Броссе, Павел Христианович (Фёдорович)
- 15.05.1851 — 18.12.1854 — полковник (с 26.11.1852 генерал-майор) Корнилович, Пётр Петрович
- 18.12.1854 — 30.08.1855 — полковник Бедряга, Егор Иванович
- 30.08.1855 — 17.04.1859 — подполковник (с 18.03.1856 полковник) Эрнрот, Магнус Густавович
- 17.04.1859 — 19.03.1865 — полковник Черницкий, Александр Иосифович
- 18.03.1865 — 09.12.1869[7] — полковник Иванов, Александр Васильевич
- 13.12.1869 — 13.04.1870 — полковник Эммануэль, Александр Егорович
- 13.04.1870 — 08.07.1877[8] — полковник Клейнгауз, Игнатий Михайлович
- 15.07.1877 — 04.08.1878 — полковник Гудим, Александр Яковлевич
- 04.08.1878 — 15.05.1880 — полковник Беневский, Аркадий Семёнович
- 05.06.1880 — 01.07.1888 — полковник Попов, Александр Николаевич
- 25.07.1888 — 18.09.1897 — полковник Курч, Степан Осипович
- 25.09.1897 — 11.11.1900 — полковник фон Герсдорф, Александр-Эрнест Александрович
- 05.12.1900 — 12.12.1905 — полковник Воронов, Николай Александрович
- 08.07.1906 — 01.04.1908 — полковник Путинцев, Николай Дмитриевич
- 30.04.1908 — 08.06.1913 — полковник (с 13.04.1913 генерал-майор) Сымон, Антон Петрович
- 20.06.1913 — 09.07.1915 — полковник (с 16.05.1915 генерал-майор) Никольский, Константин Владимирович
- 09.07.1915 — 02.08.1915 — полковник Московкин, Василий Викторович
- 02.08.1915 — 25.02.1916 — полковник Евтин, Иван Степанович
- 26.02.1916 — 07.02.1917 — полковник Петров, Фёдор Андреевич
- 21.03.1917 — хх.хх.хххх — полковник Шавердов, Павел Григорьевич

## Известные люди, служившие в полку
- Блюхер, Василий Константинович
- Котовский, Григорий Иванович — служил в 1905 году несколько месяцев рядовым, затем дезертировал.
- Сергеев-Ценский, Сергей Николаевич
- Черняк, Тимофей Викторович
- Генко, Нестор  Карлович